# Ouratea insulae
Espèce
Classification phylogénétique
Statut de conservation UICN

 EN C2a : En danger
Ouratea insulae est une espèce de plantes à fleurs de la famille des Ochnaceae. C'est un arbuste originaire du Mexique et d'Amérique centrale.  

## Description
C'est un arbuste.

## Répartition
L'espèce est trouvée dans les fourrés humides du Guatemala, du Honduras et du Mexique.

## Conservation
L'espèce est menacée par la déforestation.